# فرد واشنطن (لاعب كرة قدم أمريكية)
فرد واشنطن (بالإنجليزية: Fred Washington)‏ هو لاعب كرة قدم أمريكية أمريكي، ولد في 14 يونيو 1944 في مارلين في الولايات المتحدة، وتوفي في 1990.

## وصلات خارجية
- فرد واشنطن على موقع مرجع كرة القدم المحترفة.كوم (الإنجليزية)